# 加賀市立片山津中学校
加賀市立片山津中学校（かがしりつ かたやまづちゅうがっこう）は、石川県加賀市にある公立中学校。

## 沿革
- 1947年昭和22年4月 - 江沼郡片山津町設立認可。
- 1948年昭和23年4月 - 江沼郡片山津町篠原村学校組合立片山津中学校となる。
- 1954年昭和29年4月 - 篠原村合併により江沼郡片山津町町立片山津中学校となる。

## 部活動

### 運動部
- 野球
- 女子テニス
- 卓球
- 男子バスケットボール
- 女子バレーボール
- 男子バレーボール

### 文化部
- ブラスバンド
- 美術

## 出身者
- 金賛汀（金山賛汀）‐ノンフィクション作家
- 飛田一男-ギタリスト
- そーたに-放送作家[1]
- 嶋田うれ葉 - 脚本家
- 東出直也 - プロ野球選手（横浜DeNAベイスターズ）
- 潮大志-音楽家 ボイストレーナー

## 交通アクセス
- 北陸本線 加賀温泉駅下車